# Campionati mondiali di sollevamento pesi 2018 - 76 kg femminile
Le gare di sollevamento pesi della categoria fino a 76 kg femminile — pesi mediomassimi — dei campionati mondiali del 2018 si sono svolte il 7 novembre 2018 ad Aşgabat presso la Weightlifting Arena dell'Aşgabat Olympic Complex.

## Programma
L'orario indicato corrisponde a quello turkmeno (UTC+05:00)
| Data            | Orario | Evento   |
| --------------- | ------ | -------- |
| 7 novembre 2018 | 14:25  | Gruppo B |
| 7 novembre 2018 | 19:55  | Gruppo A |

## Medagliate
Per ciascun esercizio, le prime tre classificate sono le seguenti:
| Esercizio | Oro          | Oro    | Argento      | Argento | Bronzo        | Bronzo |
| --------- | ------------ | ------ | ------------ | ------- | ------------- | ------ |
| Strappo   | Rim Jong-sim | 119 kg | Wang Zhouyu  | 118 kg  | Neisi Dajomes | 117 kg |
| Slancio   | Wang Zhouyu  | 152 kg | Rim Jong-sim | 150 kg  | Leidy Solís   | 146 kg |
| Totale    | Wang Zhouyu  | 270 kg | Rim Jong-sim | 269 kg  | Neisi Dajomes | 259 kg |

## Record
Prima di questa competizione, i record mondiali esistenti erano i seguenti:
| Record mondiale | Strappo | Mondiale standard | 122 kg | — | 1º novembre 2018 |
| Record mondiale | Slancio | Mondiale standard | 153 kg | — | 1º novembre 2018 |
| Record mondiale | Totale  | Mondiale standard | 272 kg | — | 1º novembre 2018 |

## Risultati
| Pos. | Atleta                            | Gr. | Peso atleta | Strappo (kg) | Strappo (kg) | Strappo (kg) | Strappo (kg) | Slancio (kg) | Slancio (kg) | Slancio (kg) | Slancio (kg) | Totale |
| Pos. | Atleta                            | Gr. | Peso atleta | 1            | 2            | 3            | Pos.         | 1            | 2            | 3            | Pos.         | Totale |
| ---- | --------------------------------- | --- | ----------- | ------------ | ------------ | ------------ | ------------ | ------------ | ------------ | ------------ | ------------ | ------ |
|      | Wang Zhouyu (CHN)                 | A   | 75.71       | 113          | 118          | 122          |              | 140          | 146          | 152          |              | 270    |
|      | Rim Jong-sim (PRK)                | A   | 75.29       | 115          | 119          | 121          |              | 145          | 150          | 153          |              | 269    |
|      | Neisi Dajomes (ECU)               | A   | 75.57       | 111          | 115          | 117          |              | 137          | 142          | 146          | 4            | 259    |
| 4    | Leidy Solís (COL)                 | A   | 75.60       | 110          | 110          | 115          | 5            | 142          | 146          | 150          |              | 256    |
| 5    | Aremi Fuentes (MEX)               | A   | 75.80       | 110          | 115          | 116          | 4            | 132          | 137          | 137          | 5            | 247    |
| 6    | Gaëlle Nayo-Ketchanke (FRA)       | A   | 75.64       | 101          | 105          | 107          | 6            | 130          | 136          | 138          | 6            | 243    |
| 7    | Ayumi Kamiya (JPN)                | A   | 75.60       | 100          | 102          | 104          | 7            | 118          | 121          | 121          | 9            | 225    |
| 8    | Kristel Ngarlem (CAN)             | A   | 75.20       | 95           | 95           | 100          | 11           | 120          | 124          | 128          | 7            | 223    |
| 9    | Marie-Ève Beauchemin-Nadeau (CAN) | A   | 75.94       | 92           | 96           | 98           | 9            | 120          | 124          | 127          | 8            | 220    |
| 10   | Małgorzata Wiejak (POL)           | A   | 75.57       | 97           | 99           | 100          | 8            | 117          | 120          | 120          | 13           | 214    |
| 11   | Tabea Tabel (GER)                 | B   | 74.92       | 90           | 95           | 98           | 10           | 115          | 118          | 122          | 11           | 213    |
| 12   | Yekaterina Bykova (KAZ)           | B   | 71.45       | 88           | 91           | 94           | 16           | 116          | 119          | 123          | 10           | 210    |
| 13   | Meri Ilmarinen (FIN)              | A   | 75.17       | 94           | 97           | 97           | 12           | 116          | 118          | 118          | 14           | 210    |
| 14   | Bilikis Otunla (NGR)              | B   | 75.58       | 85           | 90           | 92           | 14           | 113          | 117          | 122          | 12           | 209    |
| 15   | Nora Jäggi (SUI)                  | B   | 73.79       | 87           | 90           | 92           | 15           | 109          | 112          | 115          | 16           | 207    |
| 16   | Chen En-tzu (TPE)                 | B   | 75.45       | 88           | 91           | 93           | 13           | 107          | 110          | 113          | 17           | 203    |
| 17   | Nikola Seničová (SVK)             | B   | 75.45       | 85           | 85           | 89           | 17           | 105          | 110          | 115          | 15           | 200    |